# 알렉산다르 베르체크
알렉산다르 베르체크(세르비아어: Александар Берчек, Aleksandar Berček, 1950년 9월 4일~)는 세르비아의 배우이다.

## 출연 작품

### 영화
- 써클즈 (2013년)
- 약속해줘! (2007년)
- 삶은 기적이다 (2004년)
- 화약고 (1998년)
- 만남의 장소 (1989년)
- 우리는 그들을 잊으려 했다 (1988년)
- 특별교육 (1977년)